# 山下嗣人
山下 嗣人（やました つぎと）は、日本の化学者。関東学院大学名誉教授。学位は、工学博士。(株)ハイテクノ代表取締役。

## 略歴
1966（昭和41）年関東学院大学工学部 工業化学科卒、1968（昭和43）年関東学院大学工学専攻科工業化学課程修了。1972年横浜国立大学工学部助手を経て、1979年関東学院大学工学部専任講師、1983年同助教授、1992年同教授に就任。2015年3月教授職を退任と同時に(株)ハイテクノ代表取締役に就任。

## 受賞
- 2009年　電気化学的手法を用いた

電解めっき薄膜の作製と解析の研究で、(⼀社)表⾯技術協会「協会賞」受賞

## 研究
専門分野は、応用電気化学（Applied Electrochemistry）。各種機能膜の作製、電解殺菌、二次電池関係を得意研究分野としている。産学連携も古くから行っており、ここ最近としては、
- 電気化学の基礎と応用に関する講師・技術指導
- 電池の活物質作製と電極特性に関する共同研究・委託研究
- 燃料電池の電極触媒およびセル内分布特性の評価
- 電解殺菌用電極の開発と性能評価に関する共同研究・委託研究
- 重金属の電解法による迅速回収に関する共同研究・委託研究
- ウエットプロセス法による機能薄膜の作製および表面改質（アモルファス、形状記憶合金、多層膜、傾斜組成合金）に関する共同研究・委託研究

などを行っている。

## 所属学会・社会活動
- 日本化学会
- 日本材料科学会
- 電気化学会
- 表面技術協会
- 腐食防食協会
- エレクトロニクス実装学会
- 材料技術研究協会
- 神奈川県工業技術研修センター講師
- 神奈川県危険物安全協会連合会講師
- 芝浦工業大学工学部非常勤講師
- 神奈川表面技術研究会会長
- 洗浄工学研究会理事